# Seocho-dong
Seocho-dong là một dong, hoặc phường của quận Seocho-gu, Seoul. Seocho-dong được chia thành 4 dong riêng biệt là Seocho 1-dong, 2-dong, 3-dong và 4-dong. Đường chính là Teheranno.
Trụ sở chính của công ty sản xuất mỹ phẩm chăm sóc da Skin Food nằm ở DaeRyung Scecho Tower gần Ga Gangnam.

## Giáo dục
- Đại học
  - Trường đại học giáo dục quốc gia Seoul
- Cao trung
  - Trường cao trung Seocho
  - Trường cao trung Seoul
  - Trường cao trung Yangjae
- Trung học
  - Trường trung học Seocho
  - Trường trung học Seoil
  - Trường trung học Seoun
  - Trường trung học Yeongdong
- Tiểu học
  - Trường tiểu học thuộc đại học giáo dục quốc gia Seoul
  - Trường tiểu học Seocho
  - Trường tiểu học Seoil
  - Trường tiểu học Wonmyeong
  - Trường tiểu học Seoi
  - Trường tiểu học Sinjung

## Vận chuyển
- Ga Gangnam của Tuyến Seoul 2 và Tuyến Shinbundang
- Ga đại học giáo dục quốc gia Seoul của Tuyến Seoul 2 và Tuyến Seoul 3
- Ga Seocho của Tuyến Seoul 2
- Ga xe buýt tốc hành Nambu của Tuyến Seoul 3
- Ga Yangjae của Tuyến Seoul 3 và Tuyến Shinbundang

## Liên kết
- Trang chủ Seocho-gu
- lifeinkorea.com
- Bản đồ Seocho-gu Lưu trữ ngày 19 tháng 12 năm 2012 tại archive.today tại trang chủ Seocho-gu
- (tiếng Hàn) Văn phòng dân cư Seocho 1-dong